# Piaseczno (województwo śląskie)
Piaseczno (do 1929 Dupice) – wieś w Polsce położona w województwie śląskim, w powiecie zawierciańskim, w gminie Kroczyce.

## Historia
Miejscowość wymieniona została jako Dupice w XV wieku. W 1424 wieś zanotowana w historycznym dokumencie mówiącym, że król polski Władysław Jagiełło na prośby ówczesnego właściciela Krystyna z Kozichgłów przenosi z prawa polskiego na prawo średzkie należące do niego wsie leżące w ziemi krakowskiej: Choroń, Oltowiec, Mirów, Kotowice, Postawczowice, Jaworznik, Dupice, Żerkowice, Siamoszyce, Giebołtów, Kowalów i Kowalików .
W wydanym w 1881 r. „Słowniku geograficznym Królestwa Polskiego” (t. II) podano o Dupicach, że była to wieś w powiecie olkuskim, w gminie Kroczyce, należąca do parafii w Skarżycach. W 1827 r. liczyła 15 domów i 95 mieszkańców. W latach 1867-1914 należały do guberni kieleckiej w Królestwie Polskim.
W latach 1975–1998 miejscowość położona była w województwie częstochowskim.

## Turystyka
W granicach wsi Piaseczno jest kilka wapiennych skał, na których uprawiana jest wspinaczka skalna. Są to skały: Cydzownik, Jamnicze Skały, Lew, Nietoperze, Okiennik Wielki, Skała z Krzyżem, Sowie Skały. Przez Piaseczno prowadzi także czerwono znakowany Szlak Maryjny.